# Los Hermanosöarna

Lägeskarta, Dependencias Federales med Los Hermanosöarna längst upp

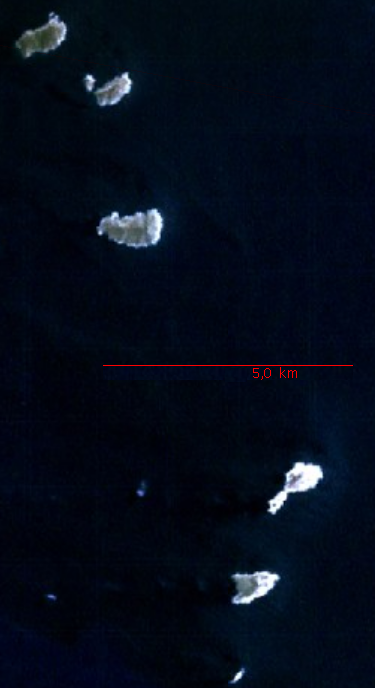
Los Hermanosöarna

Los Hermanosöarna (spanska Islas Los Hermanos) är en ögrupp i Karibiska havet och tillhör Venezuela.

## Geografi
Los Hermanosöarna ligger cirka 300 km nordöst om Caracas och cirka 14 km sydöst om Isla La Blanquilla.
Den obebodda ögruppen är av vulkaniskt ursprung och har en areal om cirka 2,14 km² (1). Den högsta höjden är på ca 30 m ö.h.
Ögruppen sträcker sig ca 14 km från norr till söder och består av sammanlagd 8 större klippöar:
- Isla La Orquilla, huvudön, längst norrut med en yta på ca 45 ha
- Isla Chiquito, längst söderut, ca 2 ha
- Isla Fondeadero, ca 31 ha
- Isla Grueso, ca 68 ha
- Isla Los Morochos, ca 27 ha
- Isla Pico, även Isla Pando, ca 41 ha

samt 
- Islote El Rajao ca 80 meter öster om Los Morochos, 3 ha
- Islote Papelón ca 50 meter norr om La Orquilla, 5 ha

Förvaltningsmässigt ingår ögruppen i distriktet "Dependencias Federales".

## Historia
1938 ställdes ögruppen under förvaltning av Ministerio del Interior y de Justicia (Venezuelas inrikes- och justisieddepartement) (2) som delområde i Dependencias Federales.
Den 9 augusti 1972 utnämndes ögruppen tillsammans med hela området Dependencias Federales till nationalpark efter ett regeringsbeslut (3) och parkområdet inrättades formellt den 18 augusti.